# Toužetín
Toužetín är en ort i Tjeckien.   Den ligger i regionen Ústí nad Labem, i den nordvästra delen av landet, 50 km nordväst om huvudstaden Prag. Toužetín ligger 340 meter över havet och antalet invånare är 291.
Terrängen runt Toužetín är huvudsakligen platt, men åt nordost är den kuperad. Terrängen runt Toužetín sluttar norrut. Runt Toužetín är det ganska glesbefolkat, med 38 invånare per kvadratkilometer. Närmaste större samhälle är Louny, 7,9 km nordväst om Toužetín. Trakten runt Toužetín består till största delen av jordbruksmark.